# Mánfai György
Mánfai György (Pécs, 1952. január 2. –) diaporáma- és fotóművész, elsősorban a természetfotó érdekli.

## Szakmai életútja
A Kodolányi János Gimnáziumban érettségizett 1980-ban. Zeneiskolát is végzett, orgonálni tanult a pécsi székesegyházban Halász Bélánál, aki a székesegyház kántora volt. Több szakmát kitanult, dolgozott a Szabadegyházi Szeszipari Vállalatnál mint raktár- és üzemvezető.
1985-től a Mecseki Fotóklub tagja, 1990-től elnökségi és vezetőségi tagja. 1985 óta a Pécsi Ifjúsági Ház diaporáma stúdiójának vezetője. 1989-től a Janus Pannonius Tudományegyetem Természettudományi Kara Földrajzi Intézetének munkatársa, fotódokumentációval, videófilmezéssel, kiadványok illusztrálásával foglalkozik.
Tagja a Magyar, valamint a Nemzetközi Fotóművész Szövetségnek. Hazai és külföldi fesztiválokon, szalonokon, pályázatokon több mint 100 díjat nyert. Fotóit 19 országban állították ki. Képei megtalálhatók a hazai és nemzetközi fotómúzeum archívumaiban, számos könyvben.
1989-től a Janus Pannonius Tudományegyetem Természettudományi Kara Földrajzi Intézetének munkatársa.
1990-ben AFIAP, 1993-ban EFIAP nemzetközi fotóművészeti diplomát szerzett.
1990-ben elvált, gyermeke, Petra zongora- és kamaraművész, egy évig a Müncheni Ifjúsági Zenekar karmestere volt, jelenleg óraadó a PTE Művészeti Karon, 2 CD és 2 verseskötet saját festményeivel jelent meg.

## Legfontosabb publikációi
- Különleges tájak és szigetek. Szerkesztő: Trócsányi András. Szerzők: Hübner Mátyás, Gyuricza László, Nagyváradi László, Konrád Gyula, Nagy Róbert, Nagy Árpád, Nemerkényi Antal, Pap Norbert, Wilhelm Zoltán, Trócsányi András. Fotográfus: Mánfai György. Alexandra Kiadó. 2001.
- Kontinensről-kontinensre, EURÓPA, szerző: Nemerkényi Antal. Fotográfus: Mánfai György. Kossuth Kiadó. 2000.
- Az Alföld, szerző: Dusek László, Cartographia. Fotográfus: Mánfai György. 2000.
- A Balaton és a Balaton-felvidék, szerző: Kubassek János Cartographia. Fotográfus: Mánfai György 2001. Angolul is. Balaton wine gastronomy. 2001.
- Dél-Dunántúl, szerző: Lóczy Dénes, Cartographia. Fotográfus: Mánfai György. 2001.
- Észak-Magyarország. Szerző: Nemerkényi Antal. [fotó Nemerkényi Antal, Mánfai György, Heincz László] Sorozat: (Magyar tájak) Budapest. Cartographia. 2002.
- Balatoni borgasztronómia, szerző: Cey-Bert Róbert Gyula. Paginarium kiadó. Fotográfus: Mánfai György. 2001.           Angolul is. Balaton wine gastronomy. 2001.
- Duna-Dráva Nemzeti Park, szerző: Iványi Ildikó-Lehmann Antal, Mezőgazda kiadó. Fotográfus: Mánfai György. 2001.
- Áldozat és szenvedély. Tudósportrék. MTA-PAB, Pannonia könyvek. Szerkesztő: Szirtes Gábor. Fotográfus: Mánfai György. 2003.
- PTE Arcképcsarnok, PTE Fotográfus: Mánfai György. 2003.
- Párosan szép, Magyar Fotóművészek Szövetsége, 2003.
- Az Atlantikum világa. (Mánfai György, Pap Norbert, Csapó János, Dr. Gyuricza László, Kovács János, Nagyváradi László, Pap Norbert, Pirkhoffer Ervin, Trócsányi András) Alexandra Kiadó. 2004.
- Zeusz trónja, Vojnits András. Fotográfus: Mánfai György. Kossuth Kiadó. 2004.
- Bolygónk tüdeje. Vojnits András. Fotográfus: Mánfai György. Kossuth Kiadó. 2004.
- Az emberiség útjai. (Társszerzők: Lóczy Dénes és Pap Norbert.) Fotográfus: Mánfai György. Alexandra Kiadó. 2007.
- Az Ormánság vonzásában, szerző: Szatyor Győző. Fotográfus: Mánfai György. Pannonia könyvek. 2007.
- A Pécsi Tudományegyetem Botanikus kertje, szerzők: Oroszné Kovács Zsuzsa, Szabó László Gy., Babayné Boronjai Erzsébet, Mánfai György, Salamonné Albert Éva, fotográfus: Mánfai György, 2007.
- ELŐHÍVÁS, A Mecseki Fotóklub 50 éve, Alexandra. 2007.
- A Mediterráneum világa. Szerzők: Kovács János, Mánfai György, Reményi Péter, Wilhelm Zoltán. Fotográfus: Mánfai György Alexandra Kiadó. 2010.
- Az Ormánsági művésztelep, Szatyor Győző. Fotográfus: Mánfai György. Pannonia könyvek. 2010.
- Pécs Lexikon. Szerkesztő Romváry Ferenc. Fotográfus: Mánfai György. 2010.
- A Kárpát-medence földrajza, szerkesztő Dövényi Zoltán. Fotográfus: Mánfai György. Akadémia Kiadó. 2012.
- Európa ezer arca és az óceánon túl. Szerkesztő és fotográfus: Mánfai György, szerzők: György-Dávid Anita, Gyuricza László, Kovács János, Mánfai György, Nagyváradi László, a térképeket készítette Kovács Gábor. Pécs, Kontraszt Plusz. 2016.
- Hagyomány, mesterség, művészet, Szatyor Győző. Fotográfus: Mánfai György. 2017, Pannonia könyvek.
- 25 Esztendő, Történeteink a Pécsi TTK-ról. PTE. 2017.
- Reformátusok Baranyában, szerzők: Ács Marianna, Kránicz Gábor, Szalai Gábor, Varga Szabolcs, Pécs, Scriptura Kiadó.
- Rejtőzködő kincsek, ORMÁNSÁG. Szerzők: Andrásfalvy Bertalan, Mánfai György, Szalai Gábor, Kovács János, Kovács János nyugdíjas esperes, Komlós Attila, Wágner László, Gálosi Bernadett, Platthy István, Poór Anna, Kontraszt Plusz Kft. 2018. Az Ormánságról készült Mánfai György fotós nyolcadik könyve.[1][2]
- Az ige testté lett. Szatyor Győző. Fotográfus: Mánfai György. Pannonia könyvek. 2018.
- Jó barátok boroskönyve. Szatyor Győző. Fotográfus: Mánfai György. Pannonia könyvek. 2019.
- A szépséges Dráva mente. Fotográfus: Mánfai György. Szatyor Győző. Pannonia könyvek. 2020.
- Rejtőzködő Kincsek – Ormánság. Fotográfus és szerkesztő: Mánfai György. Pécsi Kontraszt Plusz Kft. 2020. Ismertetés:[3]
- A mi kezeink által, Szatyor Győző. Fotográfus: Mánfai György. Pannonia könyvek. 2021.
- Zöld sziget Pécsen, Mánfai György-Szabó László Gy. Kontraszt Plusz Kft. 2022.
- Kortárs Magyar Fotográfia  Kiadó: MFSZ. 2024.

## Díjai, elismerései
- 1986. MánfaiGyörgy—ÁrgyelánGyörgy (Magyarország) A túlsó parton. A Dunakanyar Fotóklub tiszteletdíját nyerte el.[4]
- 1986. Mánfai György—Árgyelán György A túlsó parton; Miskolc Megyei Város Tanácsa V. B. művelődési osztálya 2000 forintos díját nyerte el.[5]
- 1987.  Diaporáma-siker. A franciaországi Epinalban rendezték az Európa Diaporáma fesztivált, amelyen 103 munka szerepelt a kontinens minden részéből. A pécsi Árgyelán György—Mánfai Györgypáros Túlsó parton című munkájával elnyerte a Nemzetközi Fotóművész Szövetség (FIAP) különdíját.[6]
- 1987: plakett, Kecskemét
- 1988: FIAP-aranyérem, közönségdíj; Mechelen város díja, Mechelen (B); FIAP-aranyérem; közönségdíj, Epinal (FR), Grand Prix Trófea.[7][8]
- 1989. Akvarell. A Magyar Amatőr Fotóklubok és Szakkörök Szövetsége tiszteletdíját nyerte el. Az Állami Könyvterjesztő Vállalat tiszteletdíját a Pompei című műve nyerte el. Angyal Mária. XII. Nemzetközi Diaporáma Fesztivál.[9]
- 1988: FIAP-aranyérem, közönségdíj; Mechelen város díja, Mechelen (B); FIAP-aranyérem; közönségdíj, Epinal (FR);
- 1990: aranyérem, Brisbane (AUS); FIAP-bronzérem, Mechelen (B);
- 1990: „Fényképezés Művésze” (AFIAP), Nemzetközi Fotóművész Szövetség, Párizs; Budapest, nívódíj;
- 1991: FIAP-ezüstérem; közönségdíj, Temesvár; ezüstérem, közönségdíj, Pécs;[10]
- 1991: FIAP-ezüstérem; közönségdíj, Temesvár; ezüstérem, közönségdíj, Pécs;
- 1991: I. díj, Odense (DK);
- 1992: Szolnok város díja, FIAP-plakett, Szolnok;
- 1993: FIAP-bronzérem, Temesvár; Magyar Fotóművészek Szövetsége-plakett, Pécs. Fotópályázatok és -kiállítások díjai:
- 1993: „Fényképezés Kiválósága” (EFIAP), Nemzetközi Fotóművész Szövetség, Párizs; nívódíj, Budapest; III. díj, Odense (DK); II. díj, Murau (A);
- 1992. A St. Etienne-i fesztiválon a „Fuji” cég díját, az Angolaene-i „Festirámán” pedig a Kodak cég díját nyerte el a „História 1526” című alkotásával. Emellett a nemzetközi fotószövetség, a FIAP „Mention d’ Honneur” díjjal ismerte el munkásságát;[11]
- 1994: I. díj, Békéscsaba; Nagygyörgy Sándor-díj, Budapest;
- 1996: I. díj, Veszprém.
- 2014. Zsolnay Vilmos-díj, Pécs;
- 2016. Szigetvár, a Zrínyi év Városi címerplakett.
- 2019. MTA-PAB Média-díj

## Egyéni kiállításai
- 1989  Mecseki Fotóklub Galéria, Pécs
- 1987 Lodz, Legnica
- 1990  Művészetek Háza, Pécs • Liège (B) • Esneux, Mechelen, Brüsszel
- 1991  Lenau-ház, Pécs • München • Milánó, Lecco (OL)
- 1993  Graz
- 1995  Nemzetközi Angol Központ, Pécs • Eislingen, Deutschlandsberg (A)
- 1997  Pécsi Ifjúsági Ház • Janus Pannonius Tudományegyetem aulája, Pécs A TÚLSÓ PARTON
- 1997 Természettudományi Múzeum Pécs. Baranya kicsei
- 2001 Megyei Közgyűlés díszterme. Baranyai Borvidékek
- 2002 Pécs, Ifjúsági Ház. IZLAND
- 2004 Civil Közösségek Háza A változatos mediterráneum
- Balkán korridor, Különlegességek a mediterráneumban, PTE Botanikus kert, PTE „A” és „C” épület,
- 2011 Pécs, Mecseki Fotóklub LÁTLELET
- 2014 Tatabánya A vörös sziklák és sivatagok földje, Ausztrália
- Mánfai György elhozza Ausztráliát a Tudásközpontba. Pécsi Újság.hu. 2014. december 13.[12]
- 2016 Szigetvár ZRÍNYI 1566
- 2017 Pécs, Nevelési Központ: "Ne hagyd elveszni"
- 2017 Arad, "Ne hagyd elveszni"
- 2022 Pécs, Mecseki Fotóklub ETÜDÖK
- 2022 Tiszaföldvár Földrajzi Múzeum, "A vörös sziklák és sivatagok földje, Ausztrália"
- 2023 Tiszaföldvár Földrajzi Múzeum, "Anatólia varázsa"
- 2023 Tudósok a Tudásközpontban, PTE Egyetemi könyvtár. Mánfai György fotóművésznek Pécsi professzorok címmel nyílik fotókiállítása a Tudásközpontban 2023. szeptember 4-én 15 órakor.[13][14]

## Válogatott csoportos kiállításai
- 1987  Krakkó
- 1988  Lahti (FIN)
- 1990  Legnano (OL)
- 1991  Rovinj (HOR) Pécsi Galéria
- 1992  35 éves a Mecseki Fotóklub, Pécsi Galéria, Pécs • VIII. Esztergomi Fotóbiennálé, Vármúzeum, Esztergom
- 1993  Magyar Fotográfia ’93, Vigadó Galéria, Budapest
- 1993, 1995, 1997 Graz
- 1995  Országos Fotóbiennálé, Budapest
- 1996  X. Esztergomi Fotográfiai Biennálé jubileumi kiállítása, Budapest Galéria, Budapest
- 1997 Találkozások a természettel – Válogatás 20 év képeiből, a Nimród. Fotóklub jubileumi kiállítása, Vigadó Galéria, Budapest,
- 2007. A Mecseki Fotóklub 50 éve. 1957–2007, Pécsi Kisgaléria, Pécs
- 2009, 2010, 2011, 2012, 2013, 2014, Csernáton, közösen Hosszú Istvánnal
- Mecsek Szalon 2018 – 2020 – 2022 – 2024: MF Halász Rezső Galéria, Tudásközpont, Orfű;
- Kortárs Magyar Fotográfia 2024, Pécsi Galéria

## Művei közgyűjteményekben
- Magyar Fotográfiai Múzeum, Kecskemét.[15]

## Videófelvételek
- Mánfai György EFIAP fotóművész "Anatólia Varázsa" c. fotókiállítása. – Pécs, Katilla Film. YouTube – Videó,  -  Közzététel: 2013. június 7.
- 70 éves Mánfai György fotóművész – Pécs, Tolnatáj Televízió – Videó,  -  Közzététel: 2022. október 6.
- Mánfai György fotóművész (Pécs)– Pécs, Tolnatáj Televízió. YouTube – Videó,  -  Közzététel: 2022. július 11.

## Fotóalanyai
- Flerkó Béla, Bauer Miklós, Bellyei Árpád, a Pécsi Orvostudományi Egyetem volt rektorai. Földvári József, Ormos Mária, Barakonyi Károly, Tóth József a Janus Pannonius Tudományegyetem volt rektorai. Lénárd László, Bódis József, a Pécsi Tudományegyetem volt rektorai. Ádám Antal, Agárdi Péter, Aknai Tamás, Antal György, Bársony János, Bánfalvi Béla, Bécsy Tamás, Bélyácz Iván, Benedek Ferenc, Bókay Antal, Borhidi Attila, Bruhács János, Buday-Sántha Attila, Csernus Valér, Dóczi Tamás, Dövényi Zoltán, Ember István, Font Márta, Hetesi István, Horányi Özséb, Janszky József, Jobst Kázmér, Kajtár István, Karsai György, Kátai Imre, Kengyel Miklós, Kézdi Balázs, Kilár Ferenc, Kiss György, Kiss László, Klein Sándor, Kollár László, Korinek László, Kosztolányi György, Kovács L. Gábor, Méhes Károly, Pálné Kovács Ilona, Polányi Imre, Pytel József, P. Szűcs Julianna, Rétfalvi Sándor, Rohonyi Zoltán, Schipp Ferenc, Szolcsányi János, Tolvaly Ernő, Tóth Mihály, Vértes Marietta, Visegrády Antal, Visy Zsolt, Weiss János a Pécsi Tudományegyetem neves tanárai, számos művész és közéleti ember.
- Mánfai György álta készített fényképek a Wikimedia Commons-ban. A Pécsi Tudományegyetem egyetemi tanárai.[16]